# Mercedes-Benz Medio

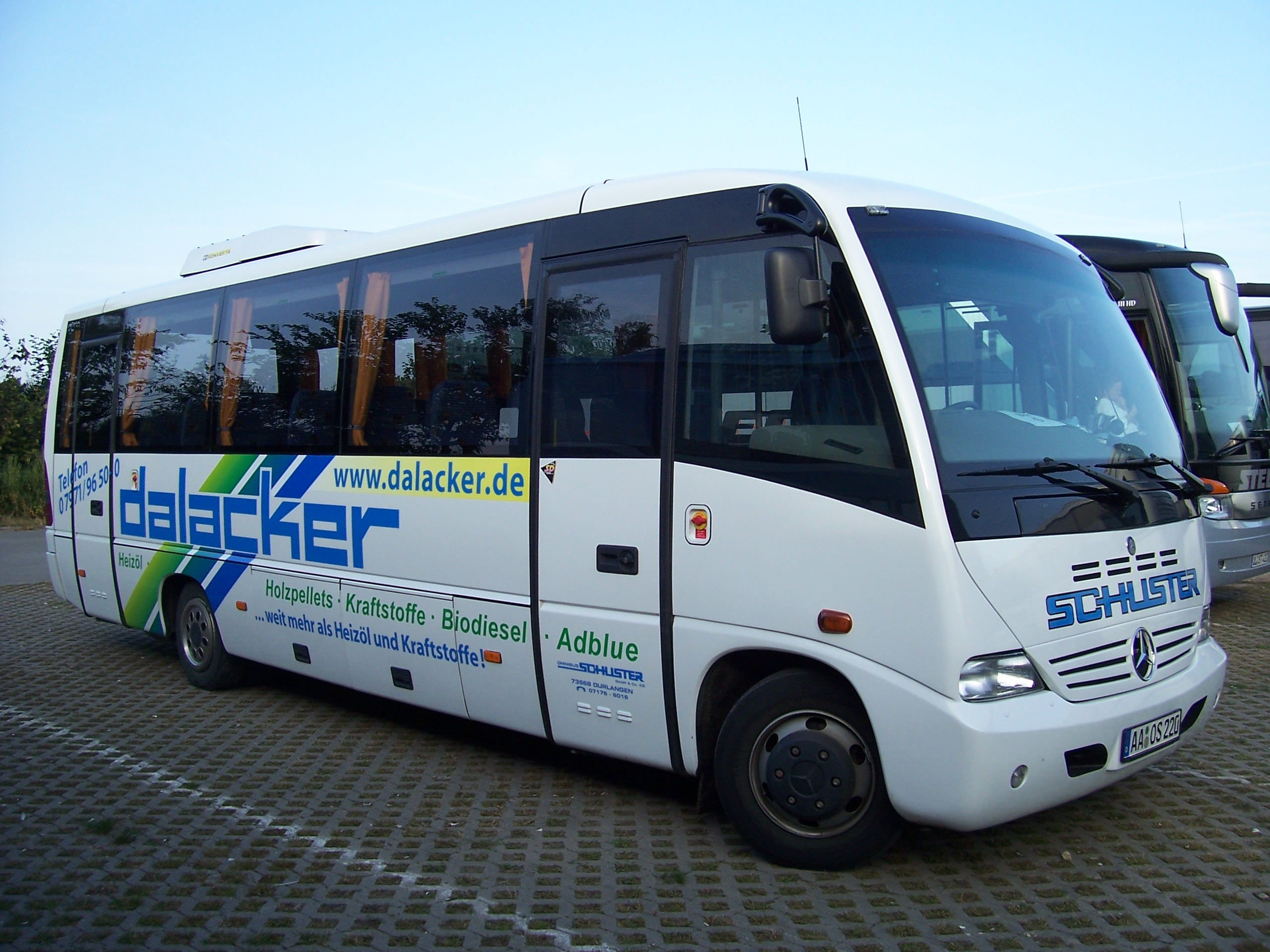
Ein Mercedes-Benz Medio Midibus in Mannheim

Der Mercedes-Benz Medio ist ein Midibus der Daimler AG beziehungsweise ihrer Tochterfirma EvoBus mit Sitz in Kirchheim/Teck. Der Bus war in zwei Varianten erhältlich:
- Reisebus
- Überland-Linienbus

Der Mercedes-Benz Medio wurde erstmals auf der Nutzfahrzeug-IAA 2000 vorgestellt. Er war der erste durch das Midibus-Kompetenzzentrum der EvoBus entwickelte Midibus und hat 26 Sitzplätze bei der Reisevariante und 40 bei der Linienvariante. Der Bus hat eine Länge von 7,6 m und ein zulässiges Gesamtgewicht von 8,2 Tonnen. Der Radstand beträgt 4250 mm.
Die Basis des Mercedes-Benz Medio stellte das Fahrgestell des Transporters Mercedes-Benz Vario. Entwickelt wurde der Bus von Evobus und dem italienischen Aufbauhersteller Tomassini, der seit Anfang 2000 in die EvoBus integriert ist.
Der Medio schloss mit seinen knapp acht Metern die letzte Omnibuslücke im Daimler-Konzern. Er bot dieselbe Ausstattung wie die Reisebus-Fahrzeugklassen Tourismo und Travego. Ein direkter Nachfolger wurde nicht entwickelt. Ähnlichkeiten weist der Vario Teamstar mit dem Aufbau von Ernst Auwärter auf.